# ジュール・バルベー・ドールヴィイ

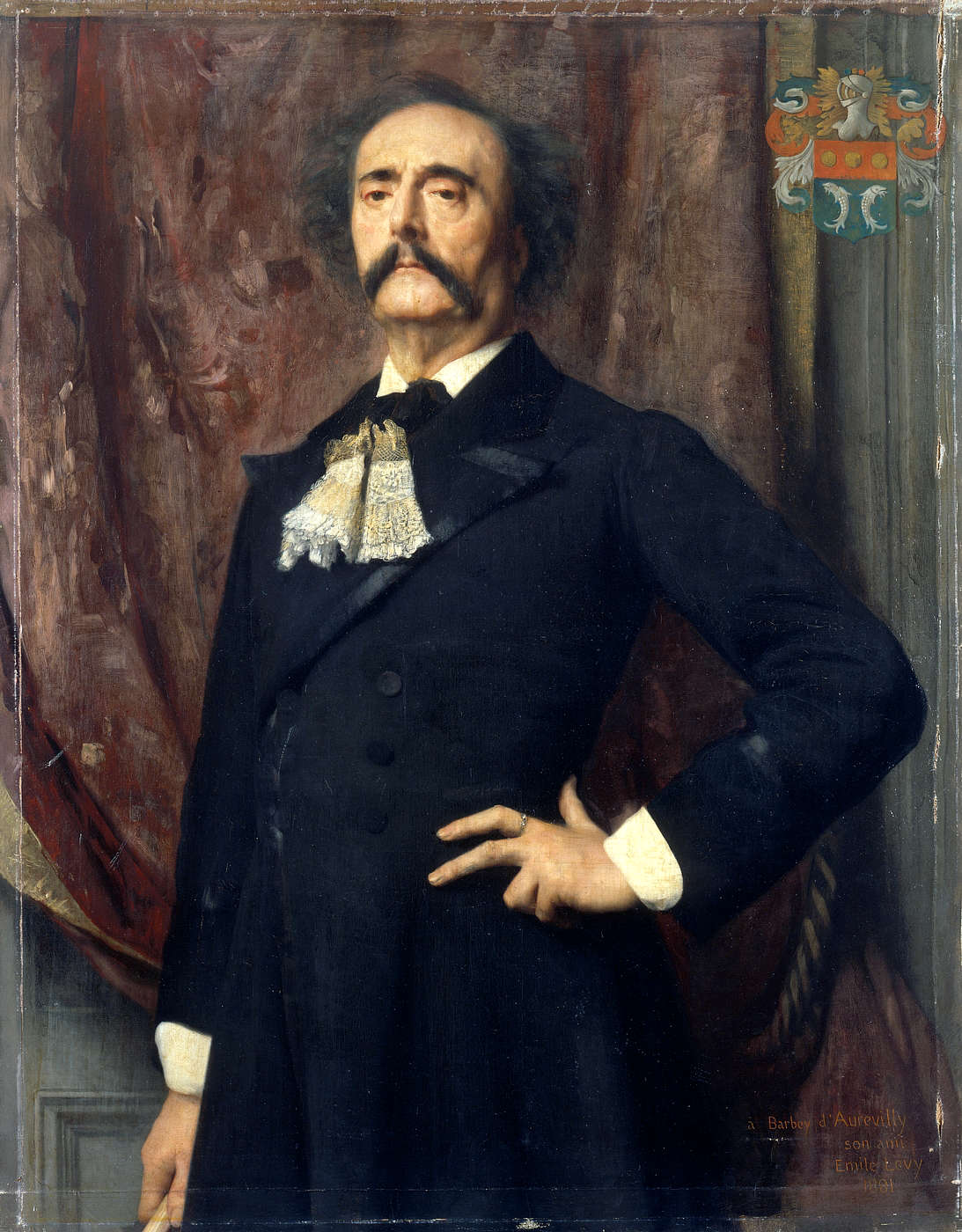
ジュール・バルベー・ドールヴィイ（エミール・レヴィ作）

ジュール・バルベー・ドールヴィイ（ジュール・バルベ・ドルヴィイ）（Jules Barbey d'Aurevilly, 1808年11月2日 – 1889年4月23日）は、フランスの小説家。マンシュ県で貴族の子として生まれたが、一家は既にフランス革命の混乱で没落していたため、本人は時代に逆行するかのごとくダンディな雰囲気を理想とし、バロック的誇張法による華麗な文体を得意とした。
日本での知名度は決して高くないが、フランス本国ではかつてはバルザックと並び称されるほどの小説家であった。デカダン派の巨峰であり、ボードレールやプルーストも熱烈な読者の一人であったことで知られ、彼らの著書の中で絶賛されている。
ドールヴィイの短編「歴史の一頁」（1882年）は、実際に起こったラヴァレ家のジュリアンとマルグリットの兄妹による近親相姦事件を題材としていることで有名である。

## 訳書一覧
- 『深紅のカーテン』Le rideau cramoisi, 田中榮一訳、大翠書院, 1948年
- 『罪と幸福』Le bonheur dans le crime, 北村光夫訳、晃文社, 1948年
- 『妻帯司祭』Un prêtre marié, 小島俊明訳、出帆社, 1974年

- 『レア』Léa, 小椋順子訳、コーベブックス, 1975年
- 『真紅のカーテン』Le rideau cramoisi, 生田耕作訳、奢灞都館, 1987年
- 『オニックスの印章／レア』Le Cachet d'onyx / Léa, 小椋順子訳、森企画 1999年
- 『ホイスト・ゲームのカードの裏側』Le dessous de cartes d'une partie de whist, 渡邉義愛訳、国書刊行会, 1998年

- 『悪魔のような女たち』Les Diaboliques, 中条省平、ちくま文庫, 2005年
- 『魔性の女たち』秋山和夫訳、国書刊行会・世界幻想文学大系, 1975年。別訳
  - 「深紅のカーテン」Le rideau cramoisi
  - 「ドン・ジュアンの最も美しい恋」Les plus bel amour de Don Juan
  - 「罪の中の幸福」Le Bonheur dans le crime
  - 「ホイスト勝負の札の裏側」Le dessous de cartes d'une partie de whist
  - 「無神論者の饗宴にて」À un dîner d'athées
  - 「ある女の復讐」La Vengeance d'une femme
- 『亡びざるもの』Ce qui ne meurt pas, 宮本孝正訳、国書刊行会, 2005年
- 『デ・トゥーシュの騎士』Le Chevalier des Touches, 中条省平訳、ちくま文庫, 2012年